# Total bases

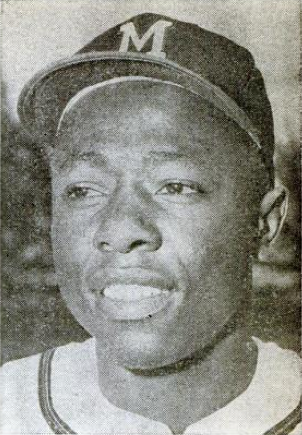
Hank Aaron – lider w klasyfikacji wszech czasów w liczbie TB.

Total bases (w skrócie TB) – w baseballu statystyka dla pałkarzy oznaczająca liczbę wszystkich zdobytych baz. Jest to suma wszystkich odbić pomnożona przez:
- 1 dla single'a
- 2 dla double'a
- 3 dla triple'a
- 4 dla home runa.

{\displaystyle TB=1B+2(2B)+3(3B)+4(HR)}
Statystyka nie jest brana pod uwagę w przypadku skradzionej bazy i popełnienia błędu. Liczba wszystkich zdobytych baz podzielona przez liczbę podejść do odbicia daje wskaźnik slugging percentage.

## Liderzy w klasyfikacji wszech czasów w liczbie wszystkich zdobytych baz w MLB
- Stan na koniec sezonu 2016

| #  | Zawodnik         | TB   |
| -- | ---------------- | ---- |
| 1  | Hank Aaron       | 6856 |
| 2  | Stan Musial      | 6134 |
| 3  | Willie Mays      | 6066 |
| 4  | Barry Bonds      | 5976 |
| 5  | Ty Cobb          | 5859 |
| 6  | Alex Rodriguez   | 5813 |
| 7  | Babe Ruth        | 5793 |
| 8  | Pete Rose        | 5752 |
| 9  | Carl Yastrzemski | 5539 |
| 10 | Eddie Murray     | 5397 |

| #  | Zawodnik        | TB   |
| -- | --------------- | ---- |
| 11 | Rafael Palmeiro | 5388 |
| 12 | Frank Robinson  | 5373 |
| 13 | Ken Griffey Jr. | 5271 |
| 14 | Albert Pujols   | 5232 |
| 15 | Dave Winfield   | 5221 |
| 16 | Cal Ripken Jr.  | 5168 |
| 17 | Tris Speaker    | 5101 |
| 18 | Lou Gehrig      | 5060 |
| 19 | George Brett    | 5044 |
| 20 | Mel Ott         | 5041 |

| #  | Zawodnik       | TB   |
| -- | -------------- | ---- |
| 21 | Jimmie Foxx    | 4956 |
| 22 | Adrián Beltré  | 4940 |
| 23 | Derek Jeter    | 4921 |
| 24 | Ted Williams   | 4884 |
| 25 | Honus Wagner   | 4862 |
| 26 | Paul Molitor   | 4854 |
| 27 | Al Kaline      | 4852 |
| 28 | Reggie Jackson | 4834 |
| 29 | Manny Ramírez  | 4826 |
| 30 | Andre Dawson   | 4787 |